# Nothura
Nothura é um gênero de ave da família Tinamidae.

## Espécies
- Nothura chacoensis Conover, 1937 - Codorna-do-chaco
- Nothura boraquira (Spix, 1825) - Codorna-do-nordeste
- Nothura darwinii G. R. Gray, 1867 - Codorna-pálida[1] ou codorna-de-darwin
- Nothura maculosa (Temminck, 1815) - Codorna-do-campo ou codorna-amarela
- Nothura minor (Spix, 1825) - Codorna-mineira